# Werner Benz
Werner Benz (* 16. Januar 1935 in Heidelberg; † 8. September 2019 in Bielefeld) war ein deutscher Diakon, Kirchenmusikdirektor und ehemaliger Landesposaunenwart.

## Leben
Werner Benz war seit 1951 Bläser, bereits drei Jahre später leitete er einen Posaunenchor in Heidelberg. Nach einer handwerklichen Ausbildung legte er 1956 die Meisterprüfung im Schuhmacherhandwerk ab, danach durchlief er zunächst die Ausbildung zum evangelischen Gemeindediakon und beendete diese 1962 mit dem Diakon- und Katecheten-Examen. Von 1962 bis 1963 studierte er an der Westfälischen Landeskirchenmusikschule in Herford Kirchenmusik mit dem Schwerpunkt Bläserchorleitung. Er war dann von 1963 bis 1967 Landesposaunenwart der Lippischen Landeskirche. 1967 wurde er zum Landesposaunenwart in der Evangelischen Kirche von Westfalen berufen, dort war er bis zu seiner Pensionierung im Jahr 2000 auch Geschäftsführer des Posaunenwerkes in der Ev. Kirche von Westfalen. Als besondere pädagogische und künstlerische Schwerpunkte, die über die Arbeit in Westfalen hinausreichen, sind zu nennen:
Auswahl, Aufbau und Leitung vieler Blechbläserensembles für den Wettbewerb „Jugend musiziert“ – zahlreiche wurden im Laufe von 30 Jahren mit ersten Preisen beim Bundeswettbewerb ausgezeichnet.
Viele dieser Bläser sind heute in Spitzenorchestern tätig. Sie waren auch zu Benz’ aktiver Zeit als Dozenten bei vielen Seminaren und Fortbildungsveranstaltungen des Posaunenwerks in der Ev. Kirche von Westfalen tätig.
Außerdem musizieren sie im seit 1967 existierenden Westfälischen Blechbläserensemble, dem ehemaligen Auswahlchor unter der Leitung von Werner Benz mit.
Benz wurde durch die Arbeit mit dem Westfälischen Bläserensemble über die Grenzen Westfalens hinaus bekannt. Mit diesem Ensemble spielte er diverse CDs und Schallplatten ein, zuletzt im Jahre 2009 Herzliebster Jesu mit eigens dafür komponierten Sätzen Magdalene Schauß-Flakes. Mit dem Westfälischen Blechbläser Ensemble unternahm er Konzertreisen innerhalb Europas, aber auch nach Asien, Nordamerika und Afrika. Zugleich publizierte er zwei Notenausgaben für Bläserchöre, Glockenspiel, Schlagwerk und Orgel.
Ab 2000 lebte er im Ruhestand in Bielefeld. Er war verheiratet, hatte drei Kinder und 10 Enkelkinder.
Im Jahr 1998 wurde ihm „in Anerkennung für seine Verdienste für die westfälische Posaunenarbeit“ der Titel Kirchenmusikdirektor verliehen.
Im Jahr 1999 gründete Werner Benz den Seniorenposaunenchor Ostwestfalen, den er gemeinsam mit Gerhard Stötefalke bis zuletzt leitete. Über 150 Bläser, die das 60. Lebensjahr vollendet haben, treffen sich monatlich zum Üben für gemeinsame musikalische Auftritte.
Beim Deutschen Evangelischen Posaunentag 2008 in Leipzig war der Seniorenposaunenchor unter 17.000 Teilnehmern die größte Einzelgruppe.

## Tondokumente
- Geistliche Bläsermusik (Westfälisches Blechbläserensemble)
- Wachet auf, ruft uns die Stimme (Westfälisches Blechbläserensemble)
- Ehre und Preis sei Gott (Westfälisches Blechbläserensemble)
- Jauchzet dem Herrn alle Welt (Westfälisches Blechbläserensemble)
- Festliche Bläsermusik zu Weihnachten (Westfälisches Blechbläserensemble)
- Herzliebster Jesu – Bläsermusik zu Passion und Ostern (Westf. Blechbläserensemble)
- Lobe den Herren, alle, die ihn ehren – die schönsten Lieder von P. Gerhard (Westf. Blechbläserensemble)
- Nun danket alle Gott – die schönsten Werke geistlicher Bläsermusik (Westf. Blechbläserensemble)
- In allen meinen Taten... – 30 Jahre Westfälisches Blechbläserensemble (Westf. Blechbläserensemble)
- Alles, was Odem hat, lobe den Herrn (Westf. Blechbläserensemble)
- Gott ist meine Zuversicht und Stärke (Westf. Blechbläserensemble)